# 창장구

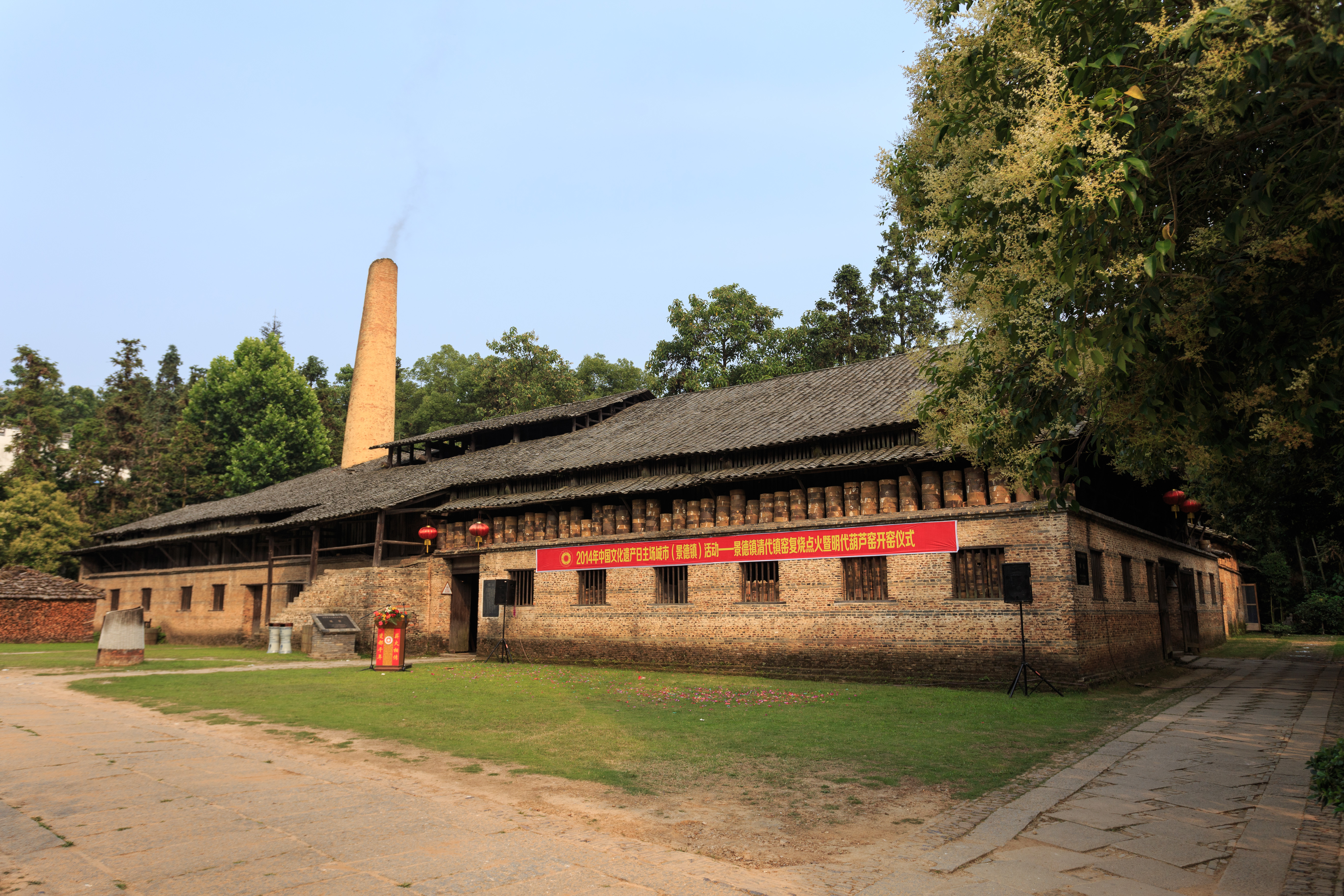

창장구(한국어: 창강구, 중국어: 昌江区, 병음: Chāngjiāng Qū)는 중화인민공화국 장시성 징더전 시의 현급 행정구역이다. 넓이는 392km2이고, 인구는 2007년 기준으로 170,000명이다.

## 기후
연평균 기온은 17.1°C이고 연평균 강수량은 1773.8mm이다. 무상기일은 247일이다.

## 행정 구역
1개 가도, 2개 진, 3개 향을 관할한다.
- 가도: 西郊街道.
- 진: 竟成镇, 鲇鱼山镇.
- 향: 吕蒙乡，丽阳乡，荷塘乡.